# Berno Rupp
Berno Rupp (n. 15 noiembrie 1935, Bergatreute, Baden-Württemberg, Germania – d. 26 septembrie 2017, Ravensburg, Baden-Württemberg, Germania) a fost un călugăr salvatorian stabilit la Timișoara.

## Viața
A studiat teologia la Universitatea din Passau și la Universitatea Pontificală Gregoriană din Roma. La 1 iulie 1962 a fost hirotonit preot în Biserica San Marcello al Corso din Roma.
Din 1963 până în 1965 a fost profesor de religie în Lochau, apoi vicar parohial în Stuttgart și München. Din 1971 a activat la Passau.
În anul 1990, după căderea regimului comunist din România, s-a deplasat cu bicicleta din Bavaria până la Timișoara. În anul 1991 a fost numit paroh al bisericii romano-catolice din Mehala.
După intervenția profesorului Gerhard Seiler, primarul orașului Karlsruhe, a obținut restituirea fostei mănăstiri salvatoriene din Timișoara în anul 1993, unde a înființat o cantină pentru săraci și un azil de noapte pentru persoanele fără adăpost, cu 87 de locuri. Între voluntarii care au lucrat în parohia părintelui Rupp s-a numărat Dominic Fritz, devenit ulterior primar al Timișoarei.
Deși a murit în Germania, a fost înmormântat, conform ultimei sale dorințe, la Timișoara, în cripta salvatorienilor de lângă Biserica din Elisabetin.

## Distincții
- 2005: Cetățean de onoare al municipiului Timișoara
- 2015: Crucea Federală de Merit a Republicii Federale Germania